# Сомоколонија (Лука)
Сомоколонија је насеље у Италији у округу Лука, региону Тоскана.
Према процени из 2011. у насељу је живело 53 становника. Насеље се налази на надморској висини од 687 м.